# Revesby (ort)
Revesby är en ort i Australien. Den ligger i kommunen Bankstown och delstaten New South Wales, i den sydöstra delen av landet, omkring 21 kilometer sydväst om delstatshuvudstaden Sydney.
Runt Revesby är det tätbefolkat, med 636 invånare per kvadratkilometer.. Närmaste större samhälle är Sydney, omkring 21 kilometer nordost om Revesby. 
Runt Revesby är det i huvudsak tätbebyggt. Genomsnittlig årsnederbörd är 1 507 millimeter. Den regnigaste månaden är juni, med i genomsnitt 232 mm nederbörd, och den torraste är juli, med 39 mm nederbörd.